# Katarzyna Paprocka
Katarzyna Paprocka (Chełmno-Bydgoszcz, 1638) fue una víctima polaca de una conspiración basada en acusaciones de brujería.

## Juicio por brujería
El juicio de Paprocka estuvo determinado por los vínculos matrimoniales que estableció a lo largo de su vida. Estuvo casada tres veces. Cuando vivía en Rybacy, Chelmno, se casó por primera vez con Daniel Nasalski, un pescador. Después de enviudar, se casó con Adam Zawarciński, un sastre de la ciudad de Bygdoszcz. La pareja acumuló una riqueza considerable, pero Zawarciński poco después enfermó y murió también. Viuda nuevamente, Paprocka recibió una propuesta de matrimonio de un amigo de la familia igualmente viudo, el también sastre Adam Paprocki. Se casó con él, pese a la oposición de la familia de Paprocki y de la familia de su difunta esposa.
Paprocka vendió la casa que había construido junto con Zawerciński a Tomasz Koles, un maestro sastre, que debía devolverle el dinero en varios plazos. Paprocka intentó recuperar su dinero, pero Koles retiró el pago y para evitar pagarle, la acusó de brujería. La muerte de Paprocka liberaría a Koles de pagar la casa.  Para conseguirlo, Koles junto a Joachim Byszewski enterraron una olla con tierra y huesos de vaca en el umbral de la casa de Paprocka. Además, Koles y Byszewski comentaron su plan para deshacerse de Paprocka, en la taberna de la ciudad.
El 15 de marzo de 1638, Koles acusó formalmente a Paprocka de brujería. Argumentaban que debía haber matado a su segundo marido, Zawerciński, para obligar a Paprocki a casarse con ella y la prueba era la olla con huesos encontrada "accidentalmente". El alcalde Wojciech Łochowski fue el juez del proceso y Byszewski, cómplice de Tomasz, fue el fiscal.
Durante el juicio testificaron la vecina de Paprocka, Jadwiga Pędziwiatrowa, la familia de Paprocki, miembros del gremio de sastres, miembros del tribunal y la esposa del fiscal y conspirador, Regina Byszewska. Paprocki, esposo de Paprocka, testificó para apoyarla y el defensor legal de Paprocka presentó testigos que escucharon a Koles jactarse en la taberna. Además, el defensor desestimó la veracidad de los testigos que presentó el fiscal y dio una opinión positiva sobre Paprocka, escrita por el ayuntamiento de Chełmno.
Aun así, el tribunal decidió detener a Paprocka y torturarla. Su defensor solicitó un recurso de apelación ante el tribunal y el alcalde Jerzy Ossoliński de Tęczyn, suspendió el proceso judicial hasta el 16 de julio. Sin embargo, el ayuntamiento de Chełmno canceló su opinión positiva sobre Paprocka, porque una de las mujeres de Chełmno, acusada de ser bruja, mientras la torturaban dijo que Paprocka asistía a los sabbats en el Monte Calvo (pol., Lysa Góra). Con la apelación perdida, Paprocka, que afirmaba inocencia, fue torturada por primera vez el 31 de julio. Le quemaron el cuerpo, le rompieron los huesos de las articulaciones y le aplastaron los pies. Paprocka comenzó a dar testimonio de sus prácticas mágicas, pero afirmó no haber asesinado a Adam Zawarciński, dijo que lo amaba y que quería devolverle la salud. Tenían prevista una segunda serie de torturas para el 16 de septiembre, pero no se llevó a cabo debido a su mal estado de salud.
En 1640, se enviaron los documentos legales de Paprocka a Varsovia (posiblemente al Tribunal de Asesoramiento), pero ya era demasiado tarde. Se estima que Paprocka murió en la cárcel antes del veredicto. Según Małgorzata Pulaszek, el caso de Paprocka es uno de los dos casos conocidos en Polonia que pudo ser anulado por un veredicto de un tribunal noble, debido a la apelación realizada a la decisión del tribunal municipal durante un juicio civil. El protocolo del caso describe en detalle las acciones del tribunal y los argumentos legales de ambas partes. Paprocka, con ayuda de su representante legal y de su marido, protestó por la veracidad de los testigos (Pędziwiatrowa era una conocida borracha, por ejemplo) y exigió un recurso de apelación alegando difamación, y argumentando que las pruebas eran falsas y que el tribunal no era objetivo (considerando que el juez también era testigo del fiscal).

## Otros procesos por brujería en Bygdoszcz
En Bygdoszcz también se celebraron otros juicios contra supuestas brujas en los años 1630, 1657-1658, 1668 y 1669-1670. En 1630, fueron acusadas dos mujeres, una madre y una hija; pero se desconoce el veredicto. Se sabe que la madre fue torturada y que admitió haber tenido contactos con el diablo. En el proceso de 1657-1658 fue acusada la esposa de un panadero local (que murió en la cárcel) y, en 1668, fue acusada la esposa de un cirujano de Bygdoszcz, llamado Jakub Milde. En 1669, un panadero llamado Jan Biały fue acusado de realizar hechizos, porque según el tribunal añadía trozos de huesos humanos a su pan. La acusación resultó ser falsa y en 1670 el tribunal condenó a Jan Frowerek, autor de la difamación, quien tuvo que pagar una multa.

## En la literatura
La historia de Paprocka es parte del libro Czarownice z Pomorza i Kujaw (Brujas de Pomerania y Kujawy en español), de Anna Koprowska-Głowacka. Según este libro, el primer marido de Paprocka fue Daniel Nosowski, y los documentos judiciales, que fueron transportados a Varsovia, provocaron un gran conflicto, porque no se encontró ninguna prueba de la culpabilidad de Paprocka.